# تاريخ البرتغال (1777-1834)
يمتد تاريخ مملكة البرتغال والغرب، منذ توقيع معاهدة سان إلديفونسو وبداية حكم الملكة ماريا الأولى عام 1777 وحتى انتهاء الحروب التحررية عام 1834، ليشمل فترة تاريخية معقدة أدت فيها عدة أحداث سياسية وعسكرية مهمة إلى انتهاء نظام الحكم الأتوقراطي وتنصيب الملكية الدستورية في البلاد.
في عام 1807، أمر نابليون بغزو البرتغال، وبالتالي هاجرت العائلة الملكية وبلاطها بالكامل إلى البرازيل، فأعلنت ماريا الأولى قيام مملكة البرتغال والبرازيل والغرب المتحدة عام 1815. كان ذلك أحد الأسباب التي دفعت بيدرو الأول، إمبراطور البرازيل، إلى إعلان استقلال البرازيل عام 1822، عقب الثورة التحررية في البرتغال.
كانت فترة التحرر مضطربة وقصيرة لأن ميغيل الأول ملك البرتغال (شقيق بيدرو) دعم ثورة الملكية المطلقة سعيًا لاستعادة كافة سلطات الملكية. عاد بيدرو في نهاية المطاف إلى البرتغال، وحارب شقيقه وهزمه في الحروب التحررية، فانتصرت الليبرالية وأصبحت البرتغال ملكية دستورية.

## الملكة ماريا الأولى
أدت وفاة الملك جوزيه عام 1777 إلى صعود الأميرة ماريا فرانسيسكا، وهي ابنة الملك الكبرى، وتربعها على عرش البرتغال، فخلفت ماريا والدها بصفتها أول ملكة وصية على عرش البلاد الناشئة منذ 650 عامًا، والتي كانت في تلك الفترة تتعافى من زلزال لشبونة عام 1755. قبل أن تصبح الأميرة ماريا ملكة، عاشت مع زوجها الإنفانتي بيدرو الثالث بعيدًا عن السياسة، لكن من الواضح أنهما لم يتعاطفا مع رئيس الوزراء السابق في عهد والدها، وهو دي سيباستياو جوزيه دي كارفالو إي ميلو، ماركيز بومبال، والذي كان الحاكم الفعلي للملكة خلال الأعوام الـ27 السابقة. خلال أعوام والدها الأخيرة، كانت ماريا من أشد كارهي الماركيز، وعندما وصلت إلى السلطة، تحمست لطرده ثم نفته إلى بومبال.
على الرغم من أن الملكة حافظت على العديد من وزراء الماركيز، استعادت معظم الامتيازات التي تمتع بها النبلاء والإكليروس، وأطلقت سراح الكثير من سجناء بومبال السياسيين. أُعيد تنظيم الاقتصاد وهُجرت المؤسسات الاحتكارية في بومبال. على أي حال، صبّت الظروف الدولية في مصلحة الوضع الاقتصادي في البرتغال حيث كان الميزان التجاري رابحًا، وساهمت صادرات النبيذ وانخفاض الواردات البريطانية في ذلك. كانت تلك الفترة، التي شابها غياب الاستقرار السياسي، فترة إحياء ثقافي، واتسمت باكتمال تشييد قصر كويلوز، وبداية تشييد قصر أجودا ومسرح ساو كارلوس وكنيسة نجمة إستريلا ودير سانتا كلارا الضخم في مدينة فيلا دو كوندي.
في عام 1789، تسببت الثورة الفرنسية باضطراب اجتماعي ضخم في أوروبا. جاء الرد البرتغالي النهائي متمثلًا بإنزال قوات في كتالونيا، والهجوم على الفرنسيين، برفقة القوات الإسبانية، في جبال البرانس خلال ما عُرف بحرب البرانس (حرب روسيون) عام 1794. لم تسر الحرب جيدًا، وبحلول عام 1795، خاضت إسبانيا مفاوضات سرية من أجل السلام، ووقعت على تحالفٍ ووجهت سياساتها الخارجية ضد بريطانيا العظمى. وعندما حصل انقسام سياسي في البرتغال بخصوص استكمال تحالفها القديم مع بريطانيا أم لا، كان الشعب منقسمًا أيضًا. صُوّرت الثورة الفرنسية، بعيون المثقفين والتقدميين، بطريقة رومانتيكية: فآمن الشاعر البرتغالي دو بوكاج والحزب الفرنسي البرتغالي أن الثورة الفرنسية قد تبشّر بثورة ليبرالية في أوروبا. شكّل الفرنسيون تهديدًا للنبالة التقليدية، والتي عاودت الظهور حينها وكانت مستعدة لقتال الفرنسيين خارجيًا وداخليًا.
في تلك الفترة، بدأت الملكة ماريا، المشبعة بالهوس الديني، في إظهار مؤشرات على مرضٍ عقلي. وبعد عام 1799، أصبحت غير قادرة على إدارة شؤون الدولة، فبدأ ابنها الإنفانتي جواو دوق براغانزا استخدام لقب الوصي على العرش (أصبح لقبه جواو السادس). لم يلجأ الخصوم التقليديون في فرنسا إلى جواو طلبًا للعون، بل إلى زوجته كارلوتا خواكينا، وفي إحدى المرات، حاولوا تنفيذ انقلاب على الأمير.

## الحصار القاري
اتسمت فترة وصاية جواو السادس بالتعقيد السياسي، وشهدت محاولة البرتغال البقاء على الحياد على الرغم من تصلّب موقف جيرانها وتمسكهم بالقتال وتواجد قوات مثيرة للجدل في البلاد التي فضلت اتباع سياسات إما ليبرالية أو تقليدية. بين عامي 1795 و1801، عانت حكومة جواو السادس في الحفاظ على توازن هشّ بين سلامها مع فرنسا والحصار القاري الفرنسي المفروض على بريطانيا العظمى، حليفة البرتغال التقليدية، ومطالب طبقات التجار التي كانت تزدهر اقتصاديًا وتفضل السلام. في المقابل، وقعت إسبانيا، وهي حليفٌ سابق للبرتغال، على معاهدة سان ألديفونسو الثانية، وكانت تحت الضغط الفرنسي كي تُجبر البرتغال على التعاون، حتى لو تطلب الأمر غزو الأخيرة. تردد مانويل غودوي (رئيس وزراء إسبانيا) بداية في غزو البرتغال، لكن بما أن للعائلة الملكية أقرباء في كلا البلدين، ظل الفرنسيون تواقين لكسر التحالف الأنجلو برتغالي من أجل إغلاق الموانئ البرتغالية في وجه السفن البريطانية.

### حرب البرتقال
في التاسع والعشرين من يناير عام 1801، صدر إنذار من إسبانيا وفرنسا أجبر البرتغال على الاختيار بين التحالف مع فرنسا أو بريطانيا، على الرغم من أن الحكومة حاولت التفاوض من أجل إقامة علاقات طيبة مع كلتا القوتين بدلًا من إبطال اتفاقية ويندسور الموقعة مع إنجلترا عام 1386. أرسل الفرنسيون بلاغًا مؤلفًا من 5 نقاط إلى لشبونة طالبوا البرتغال فيه بما يلي:
- التخلي عن التحالف التقليدي مع بريطانيا العظمى وإغلاق الموانئ في وجه الملاحة البريطانية
- فتح الموانئ أمام الملاحة البحرية الفرنسية والإسبانية
- تسليم مقاطعة أو أكثر من مقاطعات البرتغال، بحيث يساوي حجمها ربع حجم البرتغال الكلي، واعتبارها ضمانًا لاسترجاع ترينيداد ومنورقة ومالطا.
- دفع تعويض حربي لفرنسا وإسبانيا
- مراجعة تخوم الحدود مع إسبانيا

إن فشلت البرتغال في الاستجابة للشروط الخمس في البلاغ الفرنسي، ستتعرض للغزو على يد إسبانيا، مدعومة بـ15 ألف جندي فرنسي. لم يتمكن البريطانيون من وعد البرتغاليين بأي مساعدة فعالة، حتى عندما استدعى جواو السادس الدبلوماسي البريطاني جون هوخام فرير، والذي وصل إلى البرتغال في شهر نوفمبر عام 1800. في شهر فبراير، سُلمت شروط البلاغ إلى وصي العرش، وأُعلنت الحرب على الرغم من إرساله مفاوضًا إلى مدريد. في تلك الفترة، كان جيش البرتغال ضعيف التجهيز، وتألف مما لا يزيد عن 8 آلاف خيالة و46 ألف جندي مشاة. بالكاد تمكّن قائد الجيش، جواو كارلوس دوق لافويس الثاني، من تجهيز ألفي حصان و16 ألف جندي، واضطر إلى التعاقد مع خدمات عقيد بروسي، هو الكونت كارل ألكسندر فون دير غولتز، كي يستلم قيادة الجيش برتبة مشير. امتلك رئيس الوزراء الإسباني والقائد الأعلى للقوات المسلحة، مانويل غودوي، نحو 30 ألف جندي جاهز تحت تصرفه، بينما وصلت الجيوش الفرنسية لمساعدة غودوي تحت قيادة الجنرال شارل لوكلير (وهو صهر نابليون بونابرت) إلى إسبانيا متأخرة جدًا، فكانت حملة عسكرية قصيرة.
في 20 مايو، دخل غودوي البرتغال أخيرًا، وكان ذلك التوغل من بوادر حرب الاستقلال الإسبانية التي شملت شبه الجزيرة الإيبيرية. اخترق الجيش الإسباني منطقة ألنتيجو في جنوب البرتغال على الفور، واحتل أولايفينزا وجورومينيا وأرّونشيش وبوتاليغري وكاشتيلو دي فيده وبارباسينا وقلعة أوغيلا بدون مقاومة تُذكر. صمدت كامبو مايور 18 يومًا قبل أن تسقط بيد الجيش الإسباني، لكن الواس (إلفاش) قاومت حصار الغزاة ونجحت في التصدي له.

## الغزوات النابليونية
في عام 1806، بعد انتصار نابليون على البروسيين، التفت إلى مشكلة مقاومة الإنجليز، الذين خرقوا السلام عام 1803 لمجابهة النظام القاري الذي فرضه الفرنسيون، وأدرك أن الوضع في البرتغال قد أعاق خطته للإصلاح في أوروبا. مجددًا، صدرت أوامر بإغلاق الموانئ البرتغالية أمام سفن الشحن البريطانية.
في 27 أكتوبر 1807، وقعت فرنسا وإسبانيا على معاهدة فونتينبلو التي ستُقسّم البرتغال. في هذا الاتفاق، ستكون لوزيتانيا الشمالية، وهي منطقة بين نهري مينهو ودورو، إمارة يحكمها ملك مملكة إتروريا الزائلة (حكمتها آنذاك ماريا لويزا، ابنة كارلوس الرابع ملك إسبانيا). ستُحكم منطقة الغرب وجميع الأراضي البرتغالية الواقعة جنوب نهر تاجه من قِبل مانويل دي غودوي، تعويضًا عن دوره في توفيق التعاون بين الإسبان والفرنسيين. ستتولى الحكومة المركزية في فرنسا إدارة بقية البرتغال، أي ما يقع بين نهري دورو وتاجه، وهي منطقة إستراتيجية بسبب موانئها، حتى تحقيق السلام العام. ستُقسم ممتلكاتها الاستعمارية، بما في ذلك البرازيل، بين إسبانيا وفرنسا.
في 19 أو 20 نوفمبر 1807، دخلت كتيبة فرنسية بقيادة الجنرال جان أندوش جونو البرتغال. كان نابليون قد أمر باجتياحها واحتلالها.
في 27 نوفمبر، صعد الأمير الوصي والملكة وجميع أفراد العائلة المالكة، برفقة معظم النبلاء وخدمهم، على متن 15 سفينة برتغالية محتشدة في نهر تاجه بحراسة عدة سفن إنجليزية، كما كان مخططًا له قبل عامٍ عندما نصح السفير البريطاني الأمير بنقل التاج البرتغالي إلى البرازيل. انضم نحو 10,000 شخص، بما في ذلك الإدارة الحكومية بأكملها والهيئة القضائية، إلى العائلة المالكة أثناء انتقالها إلى البرازيل، التي كانت تحت ملكية البرتغال، وأسسوا عاصمة الإمبراطورية البرتغالية في ريو دي جانيرو.

### الغزو الأول
دخل الجنرال جان أندوش جونو وقواته إسبانيا في 18 أكتوبر 1807 وعبروا شبه الجزيرة الإيبيرية حتى بلغوا الحدود البرتغالية. لم يواجه جونو أي مقاومة ووصل إلى آبرانتس بحلول 24 نوفمبر، وإلى شنترين في 28 نوفمبر، وإلى العاصمة البرتغالية في نهاية الشهر، ووصل بعد يوم من فرار البلاط الملكي إلى البرازيل. قبل مغادرة الأمير الوصي، ترك الأوامر تحت وصاية الجونتا (هيئة إدارية) لاستقبال الفرنسيين بسلام. حال وصوله، روج جونو لنفسه كمصلحٍ جاء لتحرير شعب البرتغال المضطهد، واعدًا بالتقدم وبناء الطرق والقنوات وتأسيس إدارة فعالة وتمويل نظيف وتقديم المساعدات وبناء المدارس للفقراء. عوضًا عن ذلك، شرع في إزالة آثار النظام الملكي البرتغالي، وأعلن أن آل براغانزا لم تعد حاكمةً في البرتغال، وعلق مجلس الوصاية، وقمع الميليشيا البرتغالية، وأسكن الضباط في منازل الأغنياء الراقية ونهب الخزانة البرتغالية لمواصلة تمويل تعويضات الفرنسيين. في الوقت نفسه، جال 50,000 جندي إسباني وفرنسي في الريف ومارسوا عمليات الاعتقال والقتل والنهب والاعتداء على المواطنين.
بحلول عام 1808، عندما كان جونو منهمكًا في إعادة تصميم المجتمع البرتغالي، قرر نابليون إعادة النظر في تحالفه مع إسبانيا؛ أجبر كارلوس الرابع ملك إسبانيا وابنه فيرناندو على التنازل عن العرش، وبوأ شقيقه جوزيف بونابرت ملكًا. اندلعت انتفاضة شعبية في إسبانيا وامتدت على الفور لتشمل قوات جونو المصحوبة بالقوات الإسبانية، وحرضت أيضًا على انتفاضة شعبية برتغالية قُمعت بوحشية بعد تحقيقها بعض النجاحات الطفيفة.
في العام التالي، نزلت قوة بريطانية بقيادة آرثر ويلزلي (دوق ولنغتون المستقبلي) في غاليسيا لدعم الإسبان، لكنها تقدمت لاحقًا إلى بورتو ورست في فيغيرا دا فوز في 1 أغسطس. تقدمت القوات البريطانية-البرتغالية بسرعة على الفرنسيين وهزمتهم في معركة روليسا (17 أغسطس) ولاحقًا في معركة فيميرو (21 أغسطس). جرى التقيد بهدنة لمدة يومين مع استمرار المفاوضات ووقعت الأطراف المتحاربة على اتفاقية سينترا رسميًا (30 أغسطس)، دون تمثيل برتغالي. كجزء من الاتفاقية، نقل البريطانيون القوات الفرنسية إلى فرنسا، مع أمتعتهم ومعداتهم التي لربما ضمت ممتلكات برتغالية قيمة. استفاد كلا الطرفين من الاتفاقية: تمكنت جيوش جونو، العاجزة عن التواصل مع فرنسا، من تحقيق انسحاب آمن؛ وسيطرت القوات الإنجليزية والبرتغالية على لشبونة. امتلك السكان البرتغاليون حرية الانتقام من المواطنين الفرانكوفيليين على ممارسات الفرنسيين الوحشية والتخريبية.